# Eusebie Mandicevschi
Eusebie Mandicevschi (cunoscut în Occident mai ales sub numele de Eusebius Mandyczewski și în Ucraina ca Мандичевський Євсебій,) (n. 18 august 1857, Bahrinești, Bucovina – d. 13 iulie 1929, Viena) a fost un compozitor, dirijor de cor și muzicolog român din Austria, originar din Bucovina.

## Biografie
Eusebie Mandicevschi se trage dintr-o veche familie de preoți ortodocși români și ruteni. A fost fiul lui Vasile Mandicevski și al Vioricăi, născută Popovici. El a avut un frate, Gheorghe Mandicevschi, care a ajuns și el compozitor și pedagog.
Primele noțiuni de muzică bisericească le-a primit de la profesorul său Isidor Vorobchievici, la Seminarul din Cernăuți.. A început să compună încă din vremea când urma gimnaziul german din Cernăuți.
În 1875, Eusebie Mandicevschi a plecat la Universitatea din Viena unde a studiat, din 1875 până în 1880, filologie germană și filozofie. În paralel, a studiat teoria muzicii cu Martin Gustav Nottebohm (1817–1882) și muzicologie, istoria muzicii, estetică muzicală cu Eduard Hanslick (1825–1904).
În 1879 la cunoscut pe Johannes Brahms (1833–1897), cu care a păstrat o adâncă prietenie până la moartea acestuia, care l-a lăsat prin testament custode al masei succesorale.
Între 1879 și 1881 Mandicevschi a fost maestru de cor la Wiener Singakademie (astăzi Wiener Sängerknaben), dar a lucrat și ca dirijor la Faber-Chor (1882-1892), Hombostel-Chor, Miksch-Chor (1892-1895).
Între 1887 și 1929, Mandicevschi a fost bibliotecar și arhivar al "Societății Prietenilor Muzicii" (Gesellschaft der Musikfreunde) din Viena.
În 1896 a început să predea istoria muzicii și teoria instrumentelor, armonia, contrapunctul și compoziția la Conservatorul din Viena (Wiener Konservatorium).
Cu Eusebie Mandicevschi au studiat o serie de muzicieni români, între care Marțian Negrea, Gheorghe Mandicevschi, Ciprian Porumbescu.
În 1897, ca prețuire pentru studiile sale de muzicologie, Mandicevschi a fost făcut Doctor honoris causa al universității din Leipzig, iar în 1926 primit titlul de Hofrat.
În 1901 s-a căsătorit cu Albine von Vest, pedagogă muzicală și dirijoarea corului de femei al "Societății Prietenilor Muzicii" din Viena.
Eusebie Mandicevschi a decedat în 13 august 1929 în localitatea Sulz, lângă Viena.
Mormântul său se găsește în Cimitirul Central din Viena (Wiener Zentralfriedhof), grupa 0, rândul 1 mormântul 99.
În data de 17 august 2007, cu ocazia împlinirii a 150 ani de la nașterea compozitorului și muzicologului Eusebie Mandicevschi, cu sprijinul Fundației Eusebius Mandyczewski, a fost dezvelită o placă comemorativă la Vila Mandicevschi din Mönichkirchen am Wechsel.

## Opera
A compus piese pentru pian, cicluri de lieduri, coruri bărbătești, variațiuni pentru pian pe teme de Händel precum și un mare număr de lucrări liturgice pentru cor bărbătesc, pentru cor de femei și pentru cor mixt, armonizate, fie pentru două sau trei voci egale, fie pentru 4-5 voci mixte cu soliști. Se remarcă în deosebi cele 12 Liturghii ale sale, compuse în diferite tonalități și pentru diferite formații corale, în care mânuiește cu multă pricepere polifonia, dovedind o temeinică cunoaștere a motetului și madrigalului italian.
Eusebie Mandicevschi a scris muzică pe versurile unor poeți ca Taras Șevcenko, Iuri Adalbertovici Fedkovici, Vasile Alecsandri, Mihai Eminescu, Heinrich Heine, precum și compoziții bazate pe cântece populare ucrainiene, românești, germane și maghiare.
În ciuda acestor lucrări proprii, în prezent este mai bine cunoscut ca editor al compozițiilor clasice. S-a numărat între principalii inițiatori ai edițiilor complete cu operele compozitorilor Franz Schubert, Joseph Haydn și Johannes Brahms.

## Editor
- Vladimir Acatrini http://molodyvcheny.in.ua/files/journal/2017/11/171.pdf
- Gustav Nottebohm: Zweite Beethoveniana. Nachgelassene Aufsätze von Gustav Nottebohm. (Editor: Eusebius Mandyczewski.) Leipzig–Winterthur: Rieter-Biedermann 1887, X, 590 S.
- Beethoveniana. Aufsätze und Mitteilungen. Namen- und Sachregister zu [Gustav] Nottebohm’s Beethoveniana und Zweite Beethoveniana. Zusammengestellt von Eusebius Mandyczewski. Leipzig–Winterthur: Peters 1888, 19 S.
- Geschichte der k[aiserlich] k[öniglichen] Gesellschaft der Musikfreunde in Wien. Abteilung 1: 1812–1870, verfaßt von Richard von Perger. Abteilung 2: 1870–1912, verfaßt von Robert Hirschfeld. Zusammengestellt von Eusebius Mandyczewski. Herausgegeben von der k. k. Direktion der Gesellschaft der Musikfreunde in Wien. Wien: Holzhausen 1912, 346 S.
- Zusatzband zur Geschichte der k[aiserlich] k[öniglichen] Gesellschaft der Musikfreunde in Wien. Sammlungen und Statuten. Zusammengestellt von Eusebius Mandyczewski. Herausgegeben von der k. k. Direktion der Gesellschaft der Musikfreunde in Wien. Wien: Holzhausen 1912, XVI, 264 S.
- Zu den neu aufgefundenen Kadenzen von [Wolfgang Amadeus] Mozart. (Împreună cu Robert Lach): Die Mozartautographe der Wiener Nationalbibliothek. Wien: Salzburger Festspielhaus-Gemeinde 1921, unpaginiert (12 S.).

## Legături externe
- Materiale media legate de Eusebie Mandicevschi la Wikimedia Commons